# Putivl
Putivl (en ucraïnès Путивль) és una ciutat de la província de Sumi, Ucraïna. El 2021 tenia 15.100 habitants. Des del 24 de febrer del 2022 està sota ocupació de l'exèrcit rus.